# Fritz Streletz
Fritz Streletz (født 28. september 1926 i Friedrichsgrätz i Øvre Schlesien, død 24. marts 2025 i Oranienburg) var en tysk hærgeneral i DDR.
I 1944 trådte han, efter eksamen fra militærskolen i Deggendorf, ind i Wehrmacht som underofficer. Han blev taget til fange af sovjetiske styrker i februar 1945 og løsladt i oktober 1948, hvorefter han sluttede sig til DDR's Volkspolizei. I 1956 sluttede han sig til forløberen for den nationale folkehær, Kasernierte Volkspolizei, som officer.
Fra 1981 til 1989 var Streletz medlem af centralkomitéen i Sozialistische Einheitspartei Deutschlands.
I 1991, efter Tysklands genforening, blev Streletz arresteret. Han blev i februar 1992 anklaget for at have opfordret til at dræbe civile tyskere, der flygtede fra DDR, og blev kendt skyldig. Han blev idømt fem år og seks måneders fængsel, og blev løsladt i oktober 1997.
Streletz forblev efter genforeningen tro mod DDR's idealer.